# Bukarestbörsen

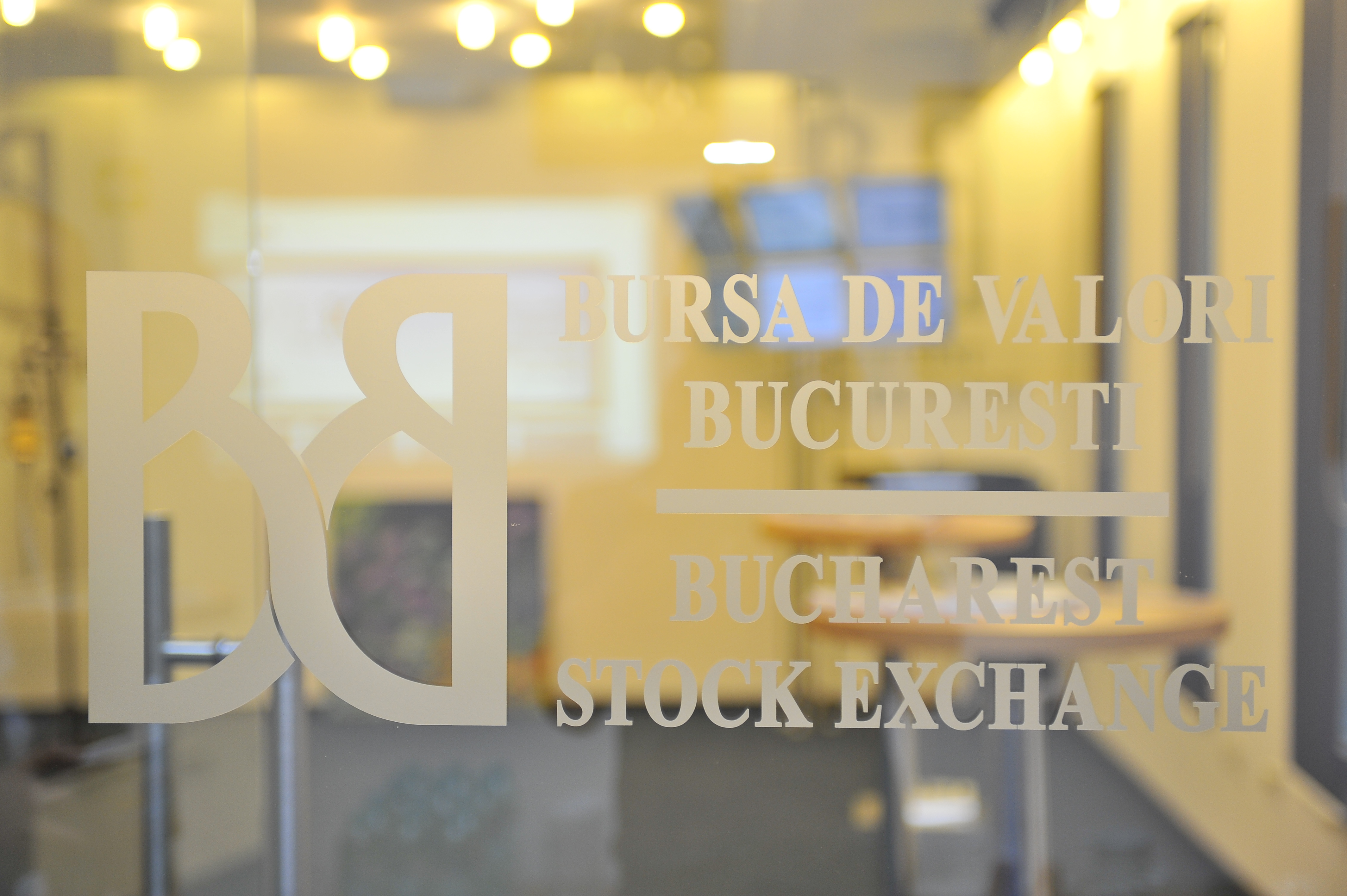
BVB:s kontor på Carol I:s boulevard i Bukarest

Bukarestbörsen (rumänska: Bursa de Valori București, BVB) är en rumänsk börs, baserad i Bukarest.
Börsen bilades ursprungligen 1882 och återbildades 1995 efter att ha varit stängd sedan 1948 under Rumäniens kommunistiska styre. I slutet av 2019 fanns 83 företag listade på börsen. Till de mest värderade bolagen hör Petrom, Romgaz, Banca Transilvania, BRD – Groupe Société Générale, Fondul Proprietatea och Transgaz.